# Bisinasee
Der Bisinasee (englisch Lake Bisina) liegt im Osten Ugandas. Er ist einer der östlichen Seen des Kyogasee-Komplexes.

## Beschreibung
Der 210 km² große See liegt in der Eastern Region Ugandas, etwa 100 km westlich der Grenze zu Kenia. Sein 24.000 km² großes Einzugsgebiet erstreckt sich in östliche Richtung über den Opetasee hin zum Mount Elgon der nach Nordwesten vom Fluss Kelim entwässert wird. In nördliche Richtung erstreckt sich das Einzugsgebiet des Okere, der am Westende des Sees an dessen Auslass mündet.

## Schutzgebiet
Der Bisinasee und die darum liegenden Sümpfe wurden 2006 als Lake Bisina Wetland System in die Liste der Ramsar-Gebiete aufgenommen.